# حادثة ميمالي
تُشير حادثة ميمالي إلى الحادثة الكبرى التي وقعت في قرية ميمالي بمدينة بالنج في ولاية قدح الماليزية في التاسع عشر من نوفمبر عام 1985.
عندما قامت مجموعة تتألف من 200 شرطي بناءً على أوامر من نائب رئيس الوزراء ووزير الداخلية موسى هيثم بفرض حصار على منازل قرية ميمالي الموجودة بالقرب من ولاية قدح. كانت هذه المنازل تخص طائفة إسلامية تتألف من 400 شخص هم أتباع إبراهيم محمود، الذي يُعرف أيضًا باسم إبراهيم الليبي.

## الخلفية
أعقبت حادثة ميمالي بعد العلاقات الشديدة التوتر بين المنظمة الوطنية الماليزية المتحدة والحزب الإسلامي الماليزي، وهما أكبر حزبين سياسيين في ماليزيا. وكان بعض قياديي الحزب الإسلامي الماليزي قد نعتوا أعضاء المنظمة الوطنية الماليزية المتحدة بأنهم مرتدون. وفي عام 1981، زعم عبد الهادي أوانج، أحد كبار السياسيين في الحزب الإسلامي الماليزي أن مقاومة المنظمة الوطنية الماليزية المتحدة والحكومة المنبثقة عنها، التي لا تطبق الحدود الإسلاميةهو جهاد، وأن من قضى نحبه في هذا الجهاد كان شهيدًا. وبسبب آراء عبد الهادي، حدث انشقاق خطير في مجتمع الملايو المسلم. ففي مدينة بيسوت التي تقع في ضاحية ترغكانو على سبيل المثال، كانت المجتمعات منقسمة على نفسها لدرجة أن مؤيدي المنظمة الوطنية الماليزية المتحدة ومؤيدي الحزب الإسلامي الماليزي لم يكونوا يشتركون في صلاة جماعة واحدة.  

## إبراهيم محمود
كان إبراهيم مدرسًا للدين وتلقى جزءًا من تعليمه في جامعة طرابلس في ليبيا، ولهذا عُرف بلقب إبراهيم الليبي. وسعت قوات الشرطة للقبض على إبراهيم محمود بموجب قانون الأمن الداخلي بتهمة خلق الشقاق والتنافر، ولكن إبراهيم رفض تسليم نفسه. واتُهم إبراهيم أيضًا بإيواء الشقيقين يوسف وراملي تشى ميت اللذين كانا هاربين. كان إبراهيم شخصية موقرة ومرموقة لدى أهل القرية وكانوا يدعونه بلقب الأستاذ إبراهيم وأقسموا على الدفاع عنه حتى الموت.
درس إبراهيم في مدرسة ونغ الوطنية الابتدائية في بالنج قبل أن يستكمل تعليمه في الدراسات الإسلامية في معهد الاتفاقية الإسلامي، في قرية كاروك بوتيه في ونغ ولاحقًا في مدرسة بوندوك الخيرية في مدينة بوكوك سيناء بإقليم سيبرانج براي. كما درس إبراهيم في جامعة طرابلس بليبيا. وكذلك درس في الهند وفي جامعة الأزهر في القاهرة.
لدى عودته، عمل إبراهيم كداعية في المركز الإسلامي. وظهر في التلفزيون لإلقاء محاضرات عن مواضيع متعلقة بالإسلام. وبحسب ما يُقال، شارك إبراهيم في مظاهرات بالنج في عام 1974 مع أنور إبراهيم. كانت آراء إبراهيم محمود السياسية تسير باتجاه سياسات الحزب الإسلامي الماليزي. وقد أثار ارتباط إبراهيم الوثيق بالحزب الإسلامي الماليزي قلق حكومة الدكتور مهاتير محمد. وفي عام 1978، خاض إبراهيم الانتخابات عن مقعد بايو بالنج كمرشح عن الحزب الإسلامي الماليزي. وحصل إبراهيم على 5081 صوتًا في مقابل 6169 صوتًا لمرشح الجبهة الوطنية باريسان ناسيونال. وفي عام 1982، نافس إبراهيم محمود على نفس المقعد ولكنه خسر أيضًا بفارق مئة صوت.
بحث المركز الإسلامي تعاليم إبراهيم محمود وقام بعد ذلك بمنعه من إلقاء محاضراته في وسائل الإعلام والمساجد والصلوات في جميع أنحاء الدولة. وبدأ المركز الإسلامي في اتهامه بالقيام 'بأعمال منحرفة'. ووُصف إبراهيم بأنه شخص متعصب لأنه طعن في نزاهة الحكومة.

## حصيلة القتلى
خلفت العمليات التي قامت بها قوات الشرطة 14 قتيلاً في صفوف المدنيين و4 بين رجال الشرطة. وكانت أسلحة أهل القرية عبارة عن عدد قليل من بنادق الصيد والرماح والأسلحة البدائية الأخرى. بينما كانت قوات الشرطة تستخدم المركبات الثقيلة. وفي ذروة الهجوم، خرج بعض أهل القرية من النساء والرجال والأطفال إلى العراء في حالة من الهستيريا والجنون. وفي بيان أذيع في وسائل الإعلام، أعلن نائب رئيس الوزراء موسى هيثم (تقول التقارير أن دكتور مهاتير محمد كان خارج البلاد في زيارة إلى الصين، غير أن موسي هيثم أكد على أن مهاتير محمد كان في منصبه كرئيس للوزراء في هذا الوقت وأنكر بشكل قاطع أنه، موسي هيثم، كان نائبًا لرئيس الوزراء في هذا الوقت)، والذي كان أيضًا وزيرًا للشئون الداخلية وأعلن أن 14 «مجرمًا» لقوا حتفهم في قرية ميمالي في تصادمات مع قوات الأمن.

## المعتقلون
اعتقلت قوات الشرطة 159 شخصًا بينهم نساء وأطفال. وتم اعتقال ستة وثلاثين شخصًا متورطين في هذه الحادثة بموجب قانون الأمن الداخلي في يناير من عام 1986 ولكن تم الإفراج عنهم لاحقًا في يونيو.

## تقرير الحكومة
نشرت الحكومة تقريرًا رسميًا وعرضت مقطع فيديو مسجل عن الحادث على التلفزيون الرسمي. وذكر التقرير الحكومي بشأن الحادثة أن المتطرفين حاولوا نشر التعاليم المنحرفة والإخلال بالنظام العام.
وعرضت الحكومة الماليزية على شاشات التلفزيون لقطات منتقاة من أشرطة الفيديو التي سجلتها قوات الشرطة للعملية في وقت الذروة على شاشة قناة RTM 1 التي تُعتبر المحطة التلفزيونية الحكومية الرئيسية. ويُظهر الفيديو أن أهل القرية كانوا مُسلحين بسيوف ومجانيق وقنابل المولوتوف وأنهم سخروا من فعل قوات وحدة الاحتياطي الاتحادي واعترضوها. كما أظهر الفيديو أيضًا رقيب شرطة مصابًا بإصابات بالغة وهو يتلوى من الألم في انتظار المساعدة.
وفي فبراير من عام 2002، عرضت قناة RTM 1 اعترافات أحد الرجال المشاركين في حادثة ميمالي. وأوضح زين الدين مايدين من وزارة الإعلام أن الرجل سيحكي كيف تم التأثير عليه ليشارك في هذا الأمر. وقال زين الدين أن الهدف من البث كان لإظهار الحقيقة. شعر الحزب الإسلامي الماليزي بالقلق من أن إذاعة هذه المقاطع على الهواء ربما يترتب عليها آثار على الدعوى القضائية المعلقة التي تخص أسر ضحايا الحادث. ولكن قياديين بالحزب الإسلامي الماليزي صرحوا بأنهم لا يشعرون بالقلق من الآثار السياسية لهذا الفيديو لأنهم واثقون من أن الشعب لن يقبل بهذا الفيديو بصورة عمياء.

## العواقب
أطلق الحزب الإسلامي الماليزي على القتلى لقب شهداء. وأُطلق على إبراهيم محمود لقب الشهيد إبراهيم. في تناقض صارخ مع موقف الحكومة التي أطلقت على القتلى لقب «مجرمين». وقام مجلس الفتوى التابع لولاية قدح بخطوة مثيرة حيث أصدر فتوى تنص على أن القتلى ليسوا شهداء كما يدعي الحزب الإسلامي الماليزي.
بينما أفتى المجلس القومي للفتوى في الثالث والرابع من فبراير عام 1986 بأن إبراهيم الليبي وأتباعه شهداء ودحض اتهام الحكومة. .
وبحسب ما قيل كان زعيم جماعة المعونة محمد أمين محمد رازالى حاضرًا في أحد فصول حادثة ميمالي.  
ويرى قمر الزمان يوسف أن «حادثة ميمالي استلزمت تفسير وتجسيد مفاهيم الجهاد والشهادة. وقد تجلى تفسير هذين المفهومين في الآونة الأخيرة في حادثة جماعة المعونة وفي أنشطة المجموعة المسلحة الماليزية (جماعة مسلحة في ماليزيا) التي حاولت تفعيل التغييرات السياسية بوسائل غير دستورية؛ وهو ما يتناقض بالتأكيد مع استعداد الحزب الإسلامي الماليزي للمشاركة في أية عملية انتخابية في ماليزيا.»
.

## صندوق ميمالي
تم إنشاء صندوق عُرف باسم صندوق ميمالي لجمع التبرعات لأقارب إبراهيم الليبي والضحايا الذين قُتلوا في حادثة ميمالي. ودعا الحزب الإسلامي الماليزي من خلال الحركة على دفع تبرعات سخية للصندوق لمساعدة أسر إبراهيم وأتباعه الذين يعتبرهم الحزب شهداء. ثم تقدم أحد أعضاء الحزب الإسلامي الماليزي ببلاغ للشرطة يشكو فيه من وجود اختلاسات.  وقد أثار هذا الأمر غضبًا شعبيًا عارمًا ودفع رئيس الحزب الإسلامي الماليزي فاضل نور للتحقيق فيه.